# ناحیه ایونیا، میشیگان
ناحیه ایونیا (به انگلیسی: Ionia Township) یک منطقهٔ مسکونی در ایالات متحده آمریکا است که در شهرستان آیونیا، میشیگان واقع شده‌است.
 ناحیه ایونیا ۸۸٫۲ کیلومتر مربع مساحت و ۳٬۶۶۹ نفر جمعیت دارد و ۲۱۹ متر بالاتر از سطح دریا واقع شده‌است.